# Elwendia caroides
Elwendia caroides är en växtart i släktet Elwendia och familjen flockblommiga växter.
Arten förekommer från sydöstra Turkiet till Irak och Iran. Den beskrevs av Pierre Edmond Boissier.